# Lonchocarpus sinaloensis
Lonchocarpus sinaloensis är en ärtväxtart som först beskrevs av Howard Scott Gentry, och fick sitt nu gällande namn av Frederick Joseph Hermann. Lonchocarpus sinaloensis ingår i släktet Lonchocarpus och familjen ärtväxter. Inga underarter finns listade i Catalogue of Life.